# SE (casa editrice)
SE (acronimo di Studio Editoriale) è una casa editrice italiana con sede a Milano. Oltre a pubblicare nuove traduzioni (per lo più di classici del XX secolo), si occupa di pubblicare opere ormai esaurite, donando loro nuove e curate vesti editoriali.

## Storia
La SE viene fondata nel 1985 da un gruppo di professionisti già da tempo attivi nel mondo dell'editoria, in particolar modo della casa editrice Guanda; tanto che la collana Saggi e documenti del Novecento riprende la veste grafica della collana Prosa Contemporanea edita proprio da Guanda. Il progetto della casa editrice SE rispondeva all'idea di riproporre testi considerati di grande rilevanza nel panorama letterario e saggistico internazionale, ma fuori dagli interessi della grande editoria generalista. SE si concentra su autori di grande levatura intellettuale, come filosofi, scrittori e poeti, ponendo particolare enfasi su tematiche esistenziali, metafisiche, estetiche e politiche.
Nel 1991 dalla casa madre nasce ES, una società autonoma, nel cui catalogo sono presenti prevalentemente libri di argomento erotico. Nel 1999 si aggiunge Abscondita con lo scopo di diffondere la saggistica artistica. Il catalogo di Abscondita si articola in più collane, tra cui Carte d’artisti, dedicata a scritti, memorie e lettere d’artisti, Miniature, focalizzata sui testi brevi, ed Aesthetica, saggistica d’arte di autori come Aby Warburg, Roberto Longhi, Erwin Panofsky, Bernard Berenson. Nel 2019 Abscondita viene acquisita da Electa.
Tra le peculiarità di SE si nota una cura particolare nella scelta del materiale editoriale e nella realizzazione dei volumi, che sono caratterizzati da un design sobrio, elegante e riconoscibile.

## Collane
- Piccola Enciclopedia, collana inaugurata nel 1985 con Edipo re di Sofocle a cura di Nelo Risi; contiene opere di Arthur Schnitzler, Massimo Bontempelli, Kahlil Gibran, Rainer Maria Rilke, Bashō, Yukio Mishima, Lev Tolstoj, Rabindranath Tagore, Kurt Vonnegut ecc.
- Prosa del Novecento (dal 1992 "Prosa e Poesia del Novecento"), fondata nel 1987, con Mia madre, musicista, e morta di Louis Wolfson; contiene opere di André Gide, Hans Magnus Enzensberger, Alain Robbe-Grillet, Evelyn Waugh, Jaroslav Hašek, Thomas Bernhard, Christopher Isherwood, Pierre Drieu La Rochelle, Stéphane Mallarmé ecc.
- Saggi e documenti del Novecento (dal 1991 "Testi e documenti del Novecento" oppure, solamente, "Testi e documenti"), inaugurata nel 1988 con Leonardo filosofo di Karl Jaspers; contiene opere di Michel Leiris, Wassily Kandinsky, Paul Valéry, Gustav Mahler, Georges Bataille, Franz Marc, Igor' Fëdorovič Stravinskij, Edmund Wilson, Gilles Deleuze ecc.
- Biblioteca dell'Eros (in cui il nome della casa editrice è "ES"), inaugurata nel 1991 con John Thomas e Lady Jane di D. H. Lawrence; contiene opere di Donatien Alphonse François de Sade, Georges Bataille, Pierre Klossowski, Yasunari Kawabata, Guillaume Apollinaire, Pierre Louÿs, Colette, Florence Dugas ecc. e di scrittori italiani come Bruna Bianchi, Sebastiano Grasso, Giulia Fantoni ecc.
- Ars amandi (in cui il nome della casa editrice è "ES"), inaugurata nel 1998 con Piccolo galateo erotico per fanciulle di Pierre Louÿs.
- Carte d'artisti (in cui il nome della casa editrice è "Abscondita"), collana inaugurata nel 2000 con Il Rinascimento di Walter Pater, a cura di Mario Praz. Contiene scritti di artisti quali Mario Sironi, Balthus, Paul Cézanne, Pierre Auguste Renoir, Jackson Pollock, Gino Severini, Gustav Klimt, Piet Mondrian ecc. oltre a saggi teorici di Jean-Luc Nancy, Henri Focillon, Charles Baudelaire ecc.
- Miniature (in cui il nome della casa editrice è "Abscondita"), collana inaugurata nel 2001 con Picasso di David Hockney, contiene saggi sull'arte.
- Assonanze (nella "SE"), collana creata nel 2011 con testi classici tradotti da personalità letterarie importanti.